# Yves Marcos
Yves Marcos, originaire de Porto-Novo au Dahomey (actuellement Bénin), est le premier commis-greffier de la république du Congo, avec comme siège le Tribunal de Brazzaville.

## Biographie

### Origines
Yves Marcos fait partie de la communauté Agouda. Ce sont des descendants composites d’anciens négriers portugais ou brésiliens ainsi que d’anciens esclaves africains revenus du Brésil à partir de  1835. Ces familles représentent environ 7 à 10% de la population du Bénin ; elles sont réparties dans des villes comme Porto-Novo, Ouidah, Grand-Popo et Agoué.
Les Agoudas comptent de nombreuses familles béninoises portant des patronymes à consonance portugaise et brésilienne : d’Almeida, de Campos, da Costa, Domingo, do Sacramento, de Souza, Antonio, da Cruz, Emmanuel, Gomez, Lauriano, Lopez, Marcos, Moreira, d’Oliveira, Paraïso, Pereira, da Piédade, Pinto, Pio Jambo, Santana, do Santos, da Silva, da Silveira, da Trinidad...
Par un système subtil et complexe d’alliances, les Agoudas constituent une communauté que lient les rites, la langue et la religion, mais surtout les intérêts commerciaux. Toutefois, une fois l'indépendance du Bénin obtenue, les Agoudas se sont vus montrés du doigt par la majorité de la population, en raison de leur rôle d'intermédiaires durant la période coloniale. Les élites autochtones africaines ont tôt fait de les contrôler et de les marginaliser. leur faisant perdre de plus en plus leur cohésion, même s'ils restaient influents dans le domaine commercial et économique.

### Activités professionnelles
Dans les années 1940, comme bon nombre de ressortissants de l'AOF (Afrique-Occidentale française) de cette époque, faisant partie de cette catégorie d'élite d' "évolués" il se rend en AEF (Afrique-Équatoriale française) pour y tenter sa chance. Il se rend à Brazzaville pour occuper la fonction de commis-greffier au tribunal. 
En effet, au lendemain de la Conférence de Berlin, au Bénin devenue une colonie française, l’administration coloniale s'appuie sur les Agouda, ces Afro-Brésiliens qui constituent déjà une élite bien formée. Ces derniers présentent ègalement l’avantage d’avoir une connaissance plus ou moins approfondie du monde occidental chrétien, mais aussi de baigner dans la culture africaine. C'est donc tout naturellement qu'ils en  deviennent les interlocuteurs privilégiés en jouant le rôle d’intermédiaires avec les populations autochtones.

Dans les années 1960, il a également été greffier en chef du Tribunal de première Instance de Kandi,.

### Activités politiques
Entre 1948 et 1949, dans les quartiers nord de la capitale (Poto-Poto), Yves Marcos est l'hôte de la section locale du Parti progressiste congolais, la première formation politique du Congo, fondée par Jean Félix-Tchicaya. Il en est de même de Joseph Sinald, comptable à la Caisse centrale de la France d'Outre-Mer ou encore d'Aubert-Lucien Lounda, conseiller territorial et planteur-transporteur Lari de la région de Boko, et premier Secrétaire Général du parti.
Yves Marcos remplace Aubert-Lucien Lounda au poste de Secrétaire Général de la section locale du RDA au Moyen-Congo, avant de céder sa place à son compatriote Antoine Hazoumé en 1957.